# Viavélez (Valdepares)
Viavélez (oficialmente y en asturiano: El Porto) es un lugar perteneciente a la parroquia de Valdepares, en el concejo de El Franco, comarca de Eo-Navia, Principado de Asturias, España.
Con una población de 22 personas, es especialmente conocido por ser el lugar de nacimiento de Corín Tellado, y por ser un relevante punto turístico en la costa asturiana donde su puerto pesquero  destaca entre el resto de los pequeños puertos pesqueros por su autenticidad e integridad.

## Geografía
El puerto de Viavélez está situado en el concejo de El Franco, en el occidente de Asturias (coordenadas geográficas de la punta de El Asno: 43°33′50″ N y 6°50′21″ O).  Pertenece a la parroquia de Valdepares.
Se accede al pueblo, desde La Caridad, cabeza del concejo, a través de la carretera local FR-3 o desde la N-634 a través de la carretera local FR-4. 
Desde el punto de vista geomorfológico, Viavélez se dispone entre el borde de la rasa costera cantábrica y el nivel del mar, cayendo con diferentes formas y pendientes y generando un conjunto de espacios compartimentado por los distintos escenarios que el río Vío ha excavado  antes de convertirse en una pequeña ría y desaguar al mar; ámbito ocupado por el puerto que se subdivide en tres dársenas interconectadas: en torno al desagüe del río Vío, rada intermedia (la de mayor amplitud) y la próxima a la bocana (El Guñín).
La bocana del puerto se alinea con la formación de acantilados en un ámbito donde predominan los pedreros de difícil acceso y con importantes condiciones de umbría a causa de su orientación.  
Los materiales geológicos son, como en la mayor parte de Asturias, del Paleozoico, alterados durante el plegamiento herciniano y perteneciendo los de esta zona a estratos que se corresponden con los períodos del Cámbrico y del Ordovícico.

## Historia

### Período ballenero, siglosXVIIyXVIII
En 1609 está documentada la actividad ballenera en la zona a través de cartas de fletamento, poderes para arrendar puertos, convenios de armazón, manifestaciones de mercaderías y otros documentos de armadores vascos. Por los datos de capturas la mayor actividad fue durante los años cuarenta del siglo XVII, época en la que los puertos asturianos, y especialmente el de Viavélez, tienen un papel predominante desplazando a los puertos gallegos. El primer mapa en el que aparece Viavélez es el Atlas del Rey Planeta de Pedro Texeira, de 1634, lo que denota la importancia que debía de tener ya en ese momento. En este texto se indica “y della [Ortiguera] a dos leguas se aze otro portizuelo junto al qual está otra aldea que dizen Viavélex” 
Este mapa pertenece a la época de pujanza del puerto de Viavélez como puerto con “armazones” balleneros. A partir de 1660 comienza un declive en los registros de capturas motivado por varias causas, entre ellas las guerras, las expediciones balleneras al Ártico, el descenso del precio de la grasa y, finalmente, la desaparición de las ballenas en la zona, siendo la última captura registrada en costas asturianas en 1772. 
En la zona quedan varios topónimos de origen ballenero, como las atalayas (puntos para divisar las ballenas), topónimo y avistadero que también aparece en Viavélez. La presencia de vascos en Asturias y Galicia permitió además el establecimiento de sólidas redes comerciales de cabotaje para transportes de mineral y otras mercaderías. 

### La construcción en el astillero, siglosXVIIIyXIX
En el mapa de Tomás López de 1777 aparece el puerto de Viavélez y según el catastro del Marqués de la Ensenada  (1753, en línea; figura 5), el puerto de Viavélez era un lugar próspero; de las tres tabernas del concejo, dos estaban en Viavélez, que contaba además con nueve carpinteros de ribera, dos lanchas de pescar, una embarcación que se alquila para viajes comerciales, dos pinazas y 22 marineros.
Las Memorias Históricas del Principado de Asturias (Carlos González de Posada, 1794) mencionan un censo de 40 vecinos. Esta información censal es muy parecida a la que da Pascual Madoz para mediados del siglo XIX: 48 vecinos y 437 almas: “En la costa de la parroquia de La Caridad existe el puerto Viavélez con su astillero, el cual corresponde a esta feligresía y a la de Mohíces...”. 
La razón de esta prosperidad se debe a las actividades vinculadas con el puerto: la navegación de cabotaje, la pesca y el astillero. En el siglo XVIII Viavélez estaba ya consolidado como puerto del concejo de El Franco, según se desprende de las informaciones recogidas en el Diccionario Geográfico de Tomás López (c. 1798-1799). En él se indica que ya entonces se construían allí “lanchas para pesca y navíos para navegar y comerciar muchos de esta costa”; proporciona datos detallados sobre el tonelaje de los barcos con base en el puerto y se menciona el transporte de madera y cal con destino a El Ferrol, así como la llegada de mineral de hierro desde Vizcaya.  Este documento menciona igualmente la necesidad de realizar obras de mejora en el puerto, ya que a éste “concurrieran muchas más embarcaciones si tuviera medios para fabricar un muelle dentro de él para la defensa de las embarcaciones, que carece, mayormente habiendo mar alta” (transcripciones recogidas del Plan Especial de Viavélez, 2005).
Uriarte Ayo (2012), en su artículo sobre el mineral vizcaíno y el cabotaje por el Cantábrico se refiere a los fletes que el puerto de Mundaca intentó imponer al de Viavélez (nombrada Viabélez en los documentos consultados) para transporte de mineral en 1791. Y ya se registran en 1840 nueve viajes a Viavélez sumando 4.970 quintales. En esta época, como se detallará más adelante, el astillero del pueblo está en su apogeo.
La existencia de astilleros está acreditada desde mediados del siglo XVIII. Aparte de los nueve carpinteros de ribera del Catastro del Marqués de la Ensenada, las citadas Memorias históricas del Principado de Asturias de González de Posada (1794) mencionan expresamente la calidad del astillero, donde se construían “los bergantines más veleros de toda la costa” .
Esta fama se prolonga en el siglo XIX: “El Puerto de Viavélez tuvo importancia en la guerra de la Independencia, pues en sus astilleros se construían los bergantines más veloces de la costa del N.” (Castañón, Cañada y Mases, 1970, T. XIV, 169). A la “perfección y baratura con que se construye en sus astilleros” también se hace referencia en el Plan general para el alumbrado marítimo de las costas y puertos de España e islas adyacentes propuesto por la Comisión Especial de Faros (Ministerio de Comercio, Instrucción y Obras Públicas, 1847).
A mediados del XIX los astilleros más importantes de Asturias estaban localizados en el extremo occidental: Viavélez y La Linera (Castropol) primero, Navia y El Espín (Coaña) poco después. Su pujanza se explica por la disponibilidad en la zona de buenas maderas, pero sobre todo por el estímulo que supuso la gran demanda de barcos realizada por las casas de comercio de Antonio de Casas y de Francisco Antonio de Bengoechea, ambas de la localidad lucense de Ribadeo, las más importantes de todo el Cantábrico. Los Casas encargaron 18 buques a los astilleros de Viavélez y 7 a los de La Linera, que sumaban en conjunto más de 3.000 toneladas de registro bruto; y los Bengoechea hicieron lo propio con el astillero de La Linera, donde construyeron 28 buques, llegando a tener navegando en 1857 una flota de 16 buques. 
La importancia de los astilleros de Viavélez entre 1840 y 1880 se pone de manifiesto en esta tabla.
|                | 1840-1845 | 1846-1850 | 1851-1855 | 1856-1860 | 1861-1865 | 1866-1870 | 1871-1875 | 1876-1880 | Total | % sobre total |
| Viavélez       | 557       | 971       | 1722      | 2153      | 408       | 618       | 656       | ---       | 7085  | 34,8          |
| La Linera      | 424       | 888       | 1437      | 721       | 686       | 739       | 404       | 89        | 5388  | 26,5          |
| El Espín-Navia | ---       | 231       | 693       | 1359      | 234       | 148       | 177       | 95        | 2937  | 14,4          |
| Gijón          | ---       | 1035      | 56        | 384       | 37        | 50        | 62        | ---       | 1624  | 8,0           |
| Avilés         | 226       | 230       | ---       | 526       | ---       | ---       | ---       | 51        | 1033  | 5,1           |
| Luarca         | ---       | ---       | 44        | 594       | 72        | ---       | ---       | ---       | 710   | 3,5           |
| Pto. De Vega   | ---       | ---       | 58        | 322       | ---       | ---       | ---       | ---       | 380   | 1,9           |
| Otros          | 543       | ---       | ---       | 201       | 10        | ---       | 432       | ---       | 1186  | 5,8           |
| Total          | 1750      | 3355      | 4010      | 6260      | 1447      | 1555      | 1731      | 235       | 20343 | 100,0         |

Fuente: García López (2003).

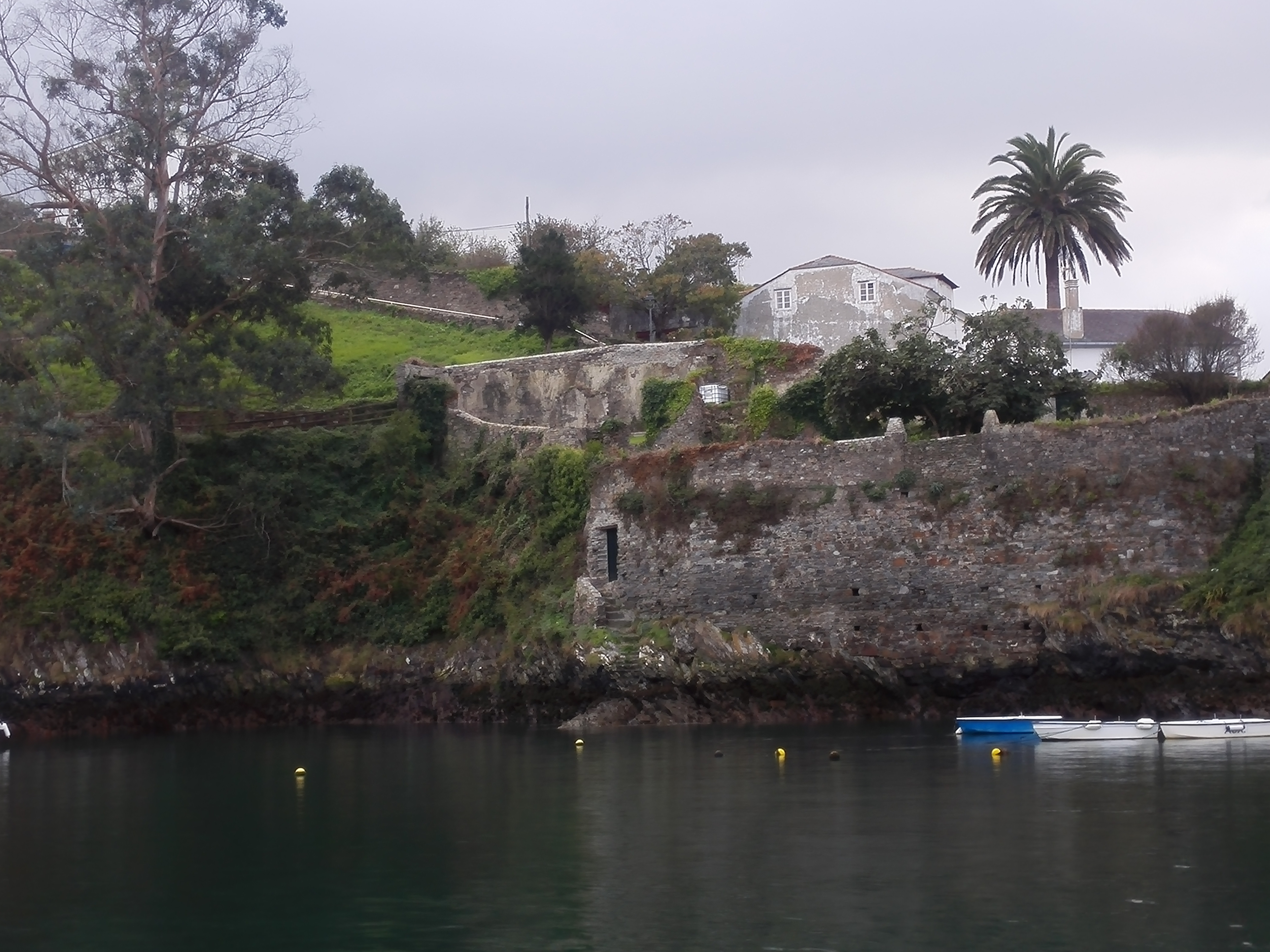
Infraestructura de mampostería para proteger las casas

Según señala García López (2003), Viavélez constituye un caso relevante por la cantidad y tamaño de los buques que se construyeron en su puerto; así como por el hecho de que no sólo fue un emporio de la construcción naval, sino también escuela de formación de la mayoría de los carpinteros de ribera que, a lo largo de la segunda mitad del siglo XIX, ejercieron el oficio en otros puertos asturianos. En El Espín, Navia, Luarca, San Esteban de Pravia, Avilés y Gijón se botaron buques construidos por carpinteros de ribera de Viavélez; en unos casos asentados en esos puertos de manera permanente y en otros desplazados ocasionalmente para la construcción de uno o varios buques. 
En Viavélez se botaron, que estén documentadas, dos fragatas, seis corbetas, diez bergantines, diez bergantín-goleta, seis goletas, dos polacragoleta, dieciséis pataches, ocho pailebotes, dieciséis quechemarines y un diate. De ellos, 19 pueden ser considerados buques grandes en el contexto español  (García López, 2003). 
Los astilleros de Viavélez tenían una alta dependencia de los citados armadores gallegos de Ribadeo Casas y Bengoechea. La llegada del vapor supuso el fin de estas navieras y de la construcción de buques de gran tonelaje en Viavélez. La construcción continuará durante los inicios del siglo XX aunque ya en franca decadencia.

### Período pesquero y turístico, siglosXXyXXI

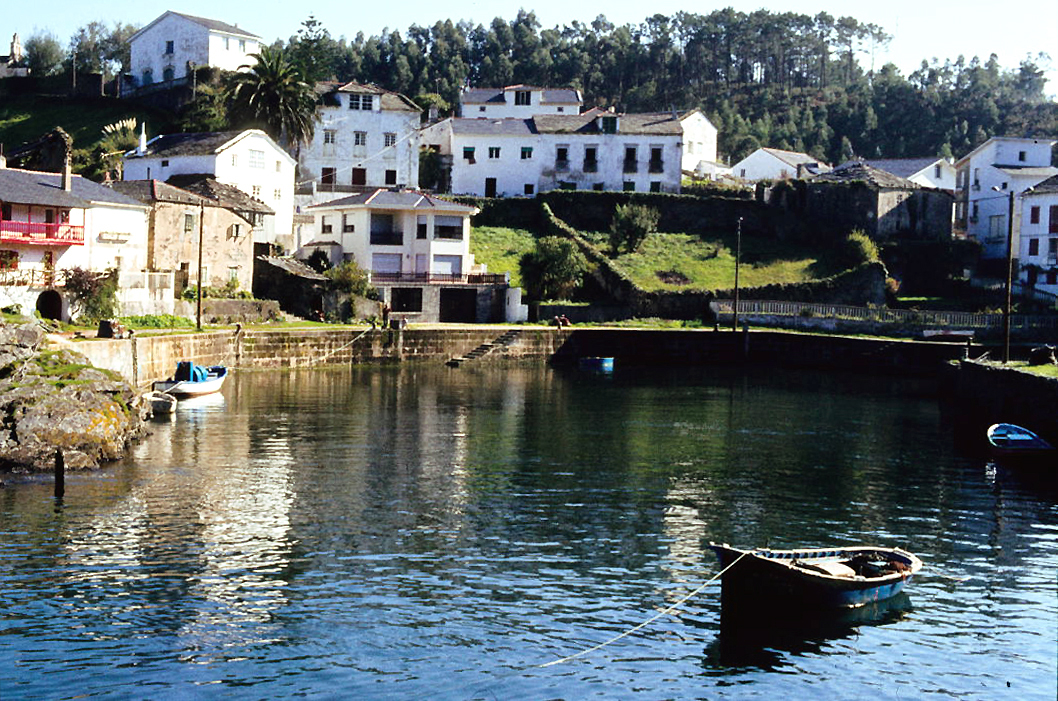
Viavélez hacia finales de la década de 1970

La pesca ha sido una constante en el puerto durante su historia, pero en el siglo XX cobra mayor importancia al tiempo que la navegación de cabotaje va desapareciendo y la actividad del astillero finaliza. Todo ello implica la realización de una serie de obras de ampliación y mejora que acaban por configurar la imagen del puerto que ha llegado hasta nuestros días. El uso turístico es tardío y de marcado carácter local. Viavélez tiene una presencia muy secundaria, o nula, en las guías que se hacen sobre Asturias. No obstante, cuando lo hace, es especialmente por la presencia de su puerto. Así, por ejemplo, José Gutiérrez Mayo, en su Guía general de Asturias (1904, 16), afirma: “Puerto de Viavélez. Difícil de reconocer desde alguna distancia por su angostura. Se reduce el puerto a una quebrada que forma la costa, cuya boca corre NO-SE con 37 m de anchura en bajamar. La longitud de la boca es de cerca de un cable con alguna tortuosidad, y cuando se llega dentro se encuentra el buque en una olla, con poco más de 0,5 cable de diámetro. Esta sola circunstancia no bastaría para darle el nombre de puerto, si en el ángulo NO no se abriera un dique natural que se interna al SO cerca de un cable, y cuya entrada apenas tiene 16 m. Tanto esta ensenada o dique como parte de la concha de afuera, quedan en seco en bajamar; y como fuera estropea mucho los buques al bajar el agua, no es punto de arribada en ningún concepto. La importancia de éste es debida al astillero”. Hasta los años setenta, los turistas son principalmente personas oriundas del pueblo o de la comarca, que pasaban sus vacaciones en este lugar. Desde los años ochenta, con el despegue turístico regional, también se ha incrementado el número de personas que acuden al pueblo, especialmente durante el verano, pero sin que ello haya supuesto en ningún momento alterar sus condiciones ni valores.

## Arte y patrimonio
De acuerdo al Plan General de Ordenación del concejo de El Franco, están incluidos en el inventario del patrimonio municipal los siguientes elementos situados en Viavélez:
- el palacio de Jardón y una casa en el puerto, incluidos en el Inventario del Patrimonio Cultural de Asturias;
- la capilla del Santo Ángel de la Guarda, dentro del Inventario del Patrimonio Arquitectónico Religioso de interés local;
- las Casas Baratas, las de Corín y Norberto Tellado, la de los Plátanos y la Escuela de Oficios, dentro del Inventario del Patrimonio Arquitectónico Civil de interés local.

En 2016, se incluyó en el Inventario del Patrimonio Cultural de Asturias como parte de una selección de artillería histórica asturiana, un noray del puerto, formado por un antiguo cañón hincado en la roca. 

## Playas y pedreros
- Playa de Pormenande
- Playa de Monellos
- Pedrero María García
- Pedrero el Paso
- Pedrero Porticel
- Pedrero LLeitavidas

## Hijos ilustres
- Corín Tellado (1927-2009) es la autora en lengua española más leída de la Historia tras Miguel de Cervantes.

## Fiestas y eventos
- Finales de julio o inicios de agosto: festividad del Santo Ángel de la Guarda
- Inicio de agosto: Travesía a nado Viavélez-Pormenande
- 31 de diciembre: Travesía a nado del puerto de Viavélez